# Довбня, Александр Павлович
Александр Павлович До́вбня (род. 3 июля 1952, Кривой Рог, Днепропетровская область) — советский и российский артист, режиссёр, Заслуженный артист Республики Карелия (2001), Народный артист Республики Карелия (2008).

## Биография
Родился 3 июля 1952 года в городе Кривой Рог.
После окончания в 1971 году Днепропетровского театрального училища по специальности «Режиссёр народного театра» (педагог Пинская Н. М.) работал актёром в Хмельницком театре кукол.
С 1977 года — актёр-кукловод Театра кукол Республики Карелия.

## Творческая деятельность

### Репертуар
Режиссёрская работа
- «Три поросёнка», С. Михалков (инсценировка О. Корыхаловой, 2003).

Основные роли
- Колдунья Сюотар — «Голубая важенка», Ю. Андреев (1980)
- Кот — «Кошкин дом», С. Маршак (1984)
- Воевода — «По щучьему веленью», Е. Тараховская (1985)
- Крот — «Дюймовочка», Х. К. Андерсен (1986)
- Лемминкяйнен — «Картины Калевалы» по мотивам карело-финского эпоса (1989)
- Мальчик-горошек — «Мальчик-горошек», В. Павловскис (1993)
- Клоун — «Щуча» («Сказку мы сложить хотели»), В. Маслов (1997)
- Черномор — «Сказка о царе Салтане», А. Пушкин (1999)
- Козёл, Кот — «Непослушные котята», О. Корыхалова (2000)
- Иван-Царевич (Царевна-Лягушка, 1976)
- Кощей (Царевна-Лягушка, 1976)
- Кот Василий (Кошкин дом, 1984)
- Емеля (По щучьему велению, 1985)
- Медведь (Козлята и серый волк, 1991)
- Волк (Козлята и серый волк, 1991)
- Ёжик (Непослушный Дорофей, 1992)
- Нушрок (Королевство кривых зеркал, 1993)
- Баба Яга, Ёж (Ну, Морковкин, берегись!, 1994)
- Кот (Солнечный лучик, 1995)
- Старик (Морозко, 1996)
- Морозко, Медведь (Морозко, 1996)
- Волк (Золотой цыплёнок, 1999)
- Леший (Как Леший с Кикиморой в город собирались, 2001)
- Пожарный, Чайник, Гусь Данил (Вот так спичка-невеличка!, 2002)
- Укко (Ворон-мудрец, хранитель времени (Куллерво, 2003)
- Отец Куллерво (Куллерво, 2003)
- Унтамо (Куллерво, 2003)
- Дед (Маша и Медведь, 2004)
- Медведь (Маша и Медведь, 2004)
- Он (Золочёные лбы, 2005)
- Султан (Волшебная лампа Аладдина, 2007)
- Отец, дед Кокованя (Серебряное копытце, 2007)
- Человек, Джинн (Как и почему, или Приключения в джунглях, 2008)
- Человек (Собачья сказка, 2008)
- Люди в трактире (Собачья сказка, 2008)
- Дед Пахом (Ладушки, 2009)
- Король, Северный олень (Снежная королева, 2010)
- Помощи (Коза Злата, 2011)
- Русский (Коза Злата, 2011)

### Фильмография
- 2004 Агент национальной безопасности-5 — «Бергамот» (серия «Забыть всё»);
- 2014 Седьмая руна — Кокошко, водитель машины скорой помощи (2-я серия);
- 2015 А зори здесь тихие — эпизод;
- 2017 Последний романтик — хозяин ломбарда / водитель автобуса.